# 保羅·凡戴克

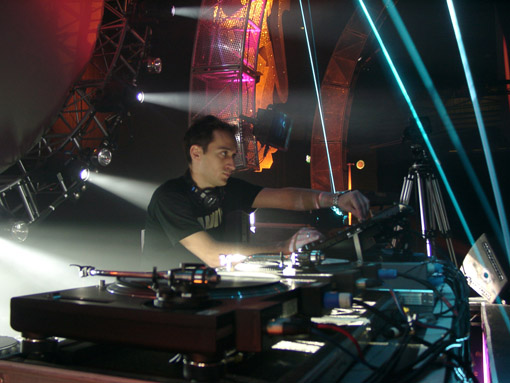
保羅·凡戴克

马蒂亚斯·保羅（德語：Matthias Paul，错误：{{IPA}}：無法辨識語言標籤 maˈtiːas ˈpaʊ̯l，1971年12月16日—），因其艺名保羅·凡戴克（Paul van Dyk）而出名，是一位曾獲葛來美獎的德国DJ、音樂家和唱片製作人。保羅·凡戴克的《Reflections》專輯在2004年時獲得了葛來美獎最佳舞曲/電子音樂專輯獎項提名，他是率先榮獲該新增獎項提名的藝人之一。在2005和2006年，保羅·凡戴克被選為世界最佳DJ，僅有少數DJ曾獲得此項殊榮。 
自1998年起，保羅·凡戴克始終保持着世界前十大DJ的地位。《Mixmag》雜誌在2005年將他選為最佳DJ。截至2007年，保羅凡戴克的專輯在全世界銷售超過450萬張。
保羅在1990年代初期以Trance音樂製作人出身，之後憑著一首以Humate的《Love Stimulation》為基礎的混音歌曲打開知名度，並由音樂廠牌MFS在1993年與他的代表單曲《For an Angel》發行。近年來，保羅凡戴克不再以Trance形容自己的音樂作品，而以範圍較廣的電子舞曲為主。

## 作品

### 錄音室專輯
- 1994年：45 RPM

1."Introjection"
2."I'm Comin' (To Take You Away)"
3."For an Angel" (vocals: Ute Lampka-Konrad)
4."45 RPM"
5."Spannung (Tension)"
6."Emergency!"
7."Rushin' (Revolutions Per Minute)"
8."Pump This Party (Video Edit)"
9."Ooh! La La! (Krankenhouse Mix)"
10."A Magical Moment"
11."Pump This 45"
12."Ejeculoutro"  
- 1996年：Seven Ways
- 2000年：Out There and Back
- 2003年：Reflections
- 2007年：In Between
- 2012年：Evolution

### 電視節目
- 2003年：What's New, Scooby-Doo

### 原聲帶
- 2003年：《機靈鬼》（Zurdo）
- 2004年：《完美的一天》（One Perfect Day）
- 2005年：《牛仔褲的夏天》（The Sisterhood Of The Traveling Pants）
- 2005年：《深海尋寶》（Into the Blue）
- 2008年：《蝙蝠俠：黑暗騎士》（The Dark Knight）

### 電玩遊戲
- 1999年：《磁浮飛車3》（Wipeout 3）
- 2003年：《FIFA足球2004》（FIFA Football 2004）
- 2004年：《极品飞车：地下车会2》（Need For Speed: Underground 2）
- 2008年：《镜之边缘》（Mirror's Edge）
- 2009年：《網球大滿貫》（Grand Slam Tennis）
- 2009年：《DJ英雄》（DJ Hero）
- 2010年：《DJ英雄2》（DJ Hero 2）
- 2011年：《車魂無限賽2》（Test Drive Unlimited 2）
- 2012年：《網球大滿貫2》（Grand Slam Tennis 2）

## 外部連結
- 官方網站 （页面存档备份，存于）
- 台灣官方網站
- Paul van Dyk在互联网电影资料库（IMDb）上的資料（英文）